# 杨光明
杨光明（1954年10月—），男，汉族，四川仁寿人，中华人民共和国政治人物，大学本科学历。曾任西藏自治区公安厅党委副书记、常务副厅长，2022年5月15日因涉嫌严重违纪违法接受西藏纪委监委调查。

## 生平
1972年12月至1976年3月，在中国人民解放军第五十三师服役。1976年3月至1978年9月，在西藏自治区拉萨市公安局交警大队工作。1978年9月至1993年6月历任西藏自治区米林县公安局秘书股股长、副局长，教导员，局长。1993年6月升任西藏自治区波密县副县长。1996年12月至2000年3月，历任西藏自治区林芝地区公安处副处长，处长，2000年3月升任西藏自治区昌都政法委书记，地区公安处处长；2003年升任为西藏自治区公安厅党委委员、副厅长；2007年升任为常务副厅长并明确正厅级。2013年1月任西藏自治区政协社会法制外事委员会副主任，明确为正厅级。2018年2月，退休。

### 落马
2022年5月15日，杨光明涉嫌严重违纪违法接受西藏自治区纪委监委调查。接受调查时杨光明已退休4年，杨光明的前下属西藏自治区党委政法委原副秘书长李运峰和西藏自治区公安厅原副厅长赵涛也于2021年被查。